# 可畏号铁甲舰
“可畏”号铁甲舰（Terribile）是意大利皇家海军最早开始建造的铁甲舰，也是强大级铁甲舰的第二艘。“可畏”号及其姊妹舰“强大”号都是在法国建造的。本舰于1860年6月开工建造，1861年2月下水，同年9月竣工。作为一艘船旁列炮铁甲舰，该舰是意大利第一批装备4门203（8英寸）舰炮和16门164（6.5英寸）舰炮的铁甲舰之一。
在1866年的第三次意大利独立战争期间，该舰参加了在利萨岛附近的攻击行动。在作战中，该舰负责的任务是削弱保护科米扎港口的奥地利岸防炮台。由于战略位置十分靠南，该舰无法参加随后爆发的利萨海战。战后，由于意大利海军预算大幅削减以及更多现代化装备的出现，本舰的服役生涯受到了限制。1885年，该舰退役并改作训练船。1904年最终被拆解。

## 设计
“可畏”号全长65.8（215英尺11英寸），舷宽14.44米（47英尺5英寸），平均吃水5.45米（17英尺11英寸），在常规载荷下排水量2,682長噸（2,725公噸），满载情况下2,807長噸（2,852公噸）。该舰的推进系统由包括一台单胀船用蒸汽机，该蒸汽机驱动一具单螺旋桨，蒸汽则由六座燃煤矩形火管锅炉提供，锅炉产生的废气通过单座烟囱排出。在1,100匹指示馬力（820千瓦特）的功率输出下，本舰最高航速为10節（19每小時；12英里每小時）。在最高航速下，本舰续航里程可达1,300海里（2,400；1,500英里）。作为蒸汽机动力的补充，本舰还装备了纵帆装具。在常规配置下，本舰一般配备371名军官和士兵。
在计划建造阶段，本舰被设计成为装甲水上炮台，但是在建造开始后被重新设计成一艘可远海航行的船旁列炮铁甲舰。其装载的主炮组也由一开始的30门减少为20门，其中4门203（8英寸）、16门164（6.5英寸）來福線前膛砲。这些舰炮都以传统的舷侧方式布置。1878年，舰上的火炮被减少为8门203（8英寸）炮。1885年，“可畏”号重新装备了两门6英寸（152）炮，两门5.9英寸（150）炮，以及四门4.7英寸（119）炮，并被改用作训练舰。本舰的舰体为木制，外面包裹着109（4.3英寸）厚的熟铁装甲。

## 服役历史
法国拉塞讷的地中海鐵工及造船公司建造，于1860年6月铺设龙骨，是为该舰级中最早开工的舰只。该舰于1861年2月16日下水，同年9月竣工。订购方原本是撒丁王国海军，但在建成时撒丁王国海军已经被重组为刚成立的意大利王国的皇家海军。1866年6月意大利在第三次独立战争中向奥地利宣战，与此同时普奥战争也在进行中。意大利舰队指挥官卡洛·佩利翁·德·佩尔萨诺海军上将在战争爆发初期采取谨慎策略，尽量避免与奥地利舰队的交战，而事实上奥地利舰队比意大利要弱很多。尽管佩尔萨诺公开表示只是要等待从英国建成回来的撞角铁甲舰“铅锤”号入队，但他的不作为极大的削弱了舰队的士气，也遭到很多下属公开指责其懦弱。
1866年6月27日，奥地利海军舰队指挥官威廉·冯·特格特霍夫将舰队带到安科纳以试图引开意大利方面的注意力。这一时间意大利舰队处于混乱状态，“可畏”号此时只安装了一半的火炮，而舰队中其他舰只也有各种各样的问题。佩尔萨诺在“卡里尼亚诺王子”号铁甲舰上召开了一次军事会议以决定是否出兵与特格特霍夫交战。然而此时特格特霍夫已经从安科纳撤退，这使得佩尔萨诺的决定变得毫无意义。时任意大利海军部长阿戈斯蒂诺·德普雷蒂斯敦促佩尔萨诺采取有效行动并建议他主动出击占领利萨岛以帮助意大利军队内部在库斯托扎战役中失利后恢复军心。于是佩尔萨诺在7月7日离开安科纳在亚得里亚海域进行了一次徒劳无获的扫荡行动并最终于13日返回。

### 利萨海战

显示1866年7月20日利萨海战中两军舰队部署情况的地图：“可畏”号被部署在更南的地方

1866年7月16日，佩尔萨诺率领意大利舰队离开安科纳前往利萨岛并于18日抵达，随队还有装载3000名士兵的运载船。意大利方面以军舰对奥地利在岛上的要塞进行炮击，意图在要塞被压制后让士兵登陆。此时的“可畏”号与其姊妹舰“强大”号、铁甲舰“葡萄牙国王”号、“玛利亚·皮亚皇后”号以及岸防舰“瓦雷泽”号一起编在第三分舰队内。作为回应，奥地利海军派出特格特霍夫率领的舰队攻击意大利舰只。炮击奥地利要塞的作战失败后，意大利军队于18日撤退，准备第二天早上再次发起进攻。佩尔萨诺命令“可畏”号和“瓦雷泽”号炮击科米扎的防御工事，其余舰只则进攻维斯港的奥地利炮台。然而这些作战行动并未击溃奥地利守军。
佩尔萨诺在7月20日再次命令“可畏”号和“瓦雷泽”号负责压制科米扎的炮台。在意大利舰队发起进攻之前，通信船“探险”号传来了特格特霍夫舰队逼近的消息，这引发了佩尔萨诺舰队的一片混乱。“可畏”号和“瓦雷泽”号在主力舰队以西9英里处准备攻击科米扎，而另外三艘铁甲舰则在东北部。为此，佩尔萨诺立即召回“可畏”号和“瓦雷泽”号，同时命令舰队先排成并列队形，然后排成战列线前进。在行动开始前不久，佩尔萨诺离开了他的旗舰“意大利国王”号，转移到“铅锤”号，然而在其他舰上的指挥官都不知道这一变化。因此，这些舰只开始各自为战。
“可畏”号在战斗中没有记录到特别的行动，仅有向奥地利风帆战列舰“皇帝”号远距离发射了一枚炮弹。该舰响应佩尔萨诺的命令较为迟缓，直到“意大利国王”号被撞沉，岸防舰“帕莱斯特罗”号起火并很快就被弹药库殉爆沉没后才到达战场。此时虽然佩尔萨诺手中的舰只数量依然超过奥地利，但他仍然拒绝反击并率队撤退。奥地利舰队紧跟在意大利舰队后面直到完全脱离战场，两队分别向安科纳和普拉进发。

### 晚期生涯
战斗结束后，佩尔萨诺被乔瓦尼·瓦卡海军上将接替，后者接到命令攻击奥地利在普拉的主要海军基地，但是在正式行动开始之前战争就结束了。战争结束后，意大利政府对海军舰队的作用失去了信心，并大幅削减了海军预算。由于预算削减严重，导致在1870年9月意大利统一战争中，海军在调动其铁甲舰队进攻奇维塔韦基亚时遇到了极大的困难。相反的是，很多舰只被搁置起来，被征召来当船员的水手也被遣送回家。被搁置的“可畏”号先后被中央炮房舰和炮塔舰超越，和其作为第一代铁甲舰的姊妹舰“强大”号一起被迅速淘汰。
1872年12月3日，“可畏”号在那不勒斯的一场风暴中被冲上岸。在1872-1873年间，该舰装备了新的锅炉。1878年，舰载武装减少为8门8英寸炮。1885年，“可畏”号被改为训练船，重新装备了两门6英寸（152）炮，两门5.9英寸（150）炮，以及四门4.7英寸（119）炮以及两具鱼雷发射管。该舰一直担任该职务一直到1904年被从海军序列中除籍并拆解。

## 脚注

### 引文
1. ↑  全国科学技术名词审定委员会 (2019)，第240頁.
2. ↑  张恩东 (2018)，第230頁.
3. ↑  《英汉舰船科技词汇》编辑组 (1975)，第352頁.
4. 1 2  陈悦 (2015)，第234頁.
5. ↑  李昊 (2020)，第15頁.
6. ↑  马幼垣 (2013)，第68頁.
7. ↑  《英汉舰船科技词汇》编辑组 (1975)，第551頁.
8. 1 2 3 4  Fraccaroli (1979)，第337頁.
9. ↑  袁随善 & 何志刚 (1992)，第159頁.
10. ↑  鄺智文 & 蔡耀倫 (2018)，第39頁.
11. ↑  袁随善 & 何志刚 (1992)，第239頁.
12. ↑  鄭觀 & 張孝達 (2010)，第37頁.
13. ↑  Fraccaroli (1979)，第334, 337頁.
14. ↑  Sondhaus (1994)，第1頁.
15. ↑  毛红梅 (2020)，第598頁.
16. ↑  Greene & Massignani (1998)，第217–222頁.
17. ↑  朱鸿飞 (2016)，第58頁.
18. ↑  布鲁斯·泰勒 (2021)，第265頁.
19. ↑  Wilson (1896)，第216–218頁.
20. ↑  张恩东 (2018)，第233頁.
21. ↑  Sondhaus (1994)，第1–2頁.
22. ↑  Wilson (1896)，第219–223頁.
23. ↑  大连海运学院《英汉航海词典》编写组 (1980)，第171頁.
24. ↑  西风 (2019)，第122頁.
25. ↑  Wilson (1896)，第223–225, 231–233頁.
26. ↑  郭威 (2007)，第122頁.
27. ↑  西风 (2019)，第226頁.
28. ↑  郭威 (2007)，第204頁.
29. ↑  顾慧丽 (1998)，第236頁.
30. ↑  Wilson (1896)，第238–241, 250頁.
31. ↑  Wilson (1896)，第251頁.
32. ↑  Fraccaroli (1979)，第336頁.
33. 1 2  张黎源 (2020)，第222頁.
34. ↑  张恩东 (2018)，第1頁.
35. ↑  李昊 (2020)，第57頁.
36. ↑  Sondhaus (2001)，第112頁.
37. ↑  . The Times (27565) (London). 1872-12-20. col D, p. 7.
38. ↑  Ordovini, Petronio & Sullivan (2014)，第328頁.

## 期刊来源
- Ordovini, Aldo F.; Petronio, Fulvio; Sullivan, David M. . Warship International. Vol. 51 no. 4. December 2014: 323–360. ISSN 0043-0374.